# Фалсификатор (филм из 2013)
Фалсификатор је српски играни филм из 2013. године. Режирао га је Горан Марковић, по сценарију који је написао заједно са Тихомиром Станићем. Филм је снимљен у продукцији Дрина филма из Београда и Балкан филма из Козарске Дубице, а у сарадњи са Радио-телевизијом Републике Српске. Филм се бави временским периодом када, према мишљењу режисера Горана Марковића, почиње распад Југославије:
| „                | Почетком лета '68. године одиграла су се два важна догађаја која су уздрмала ту, наизглед идеалну државу: студентске демонстрације против режима Јосипа Броза у јуну и експлозија бомбе у београдском биоскопу „20. октобар“ у јулу, подметнута од усташке емиграције. Обе ствари су у то време деловале шокантно и невероватно. Нико није могао ни помислити да ће се неко бунити против Тита, а још мање да ће подметнути бомбу у неком биоскопу. | ” |
| — Горан Марковић | |   |

Филм је премијерно приказан у Србији на затварању ФЕСТ-а 3. марта 2013. године.

## Радња
Прича у овом филму почиње 1968. године, на почетку краја комунизма. Њен главни јунак Анђелко апсолутно верује у Југославију и неизмерно воли њеног „власника”, Јосипа Броза. Иако и сам фалсификатор, Анђелко је најнаивнији од свих житеља те земље, која управо почиње да подрхтава на лажним темељима. Анђелко, једноставно, не може ни да замисли да у том идеалном свету постоји нека грешка. Бавећи се и сам ситним дорадама тог савршеног света, он фалсификује дипломе. Ради то без награде и из чистог осећања да свако треба да буде срећан. Анђелко, међутим, „од дрвета не види шуму“, тј. не схвата да и сам живи у једном огромном фалсификату који се зове Југославија. Како је његова фалсификаторска делатност с једне стране прилично примитивна, а са друге стране толико претерана (он фалсификовањем диплома жели да поправи све друштвене неправде), она мора доживети крах. Анђелко завршава у једном од најмрачнијих затвора Брозовог режима, у Зеници.

## Улоге
| Тихомир Станић        | Анђелко          |
| Бранка Катић          | Мирјана          |
| Драган Петровић Пеле  | Љубинко          |
| Сергеј Трифуновић     | Енес             |
| Момо Пићурић          | Веселин          |
| Горан Навојец         | Кангрга          |
| Емир Хаџихафизбеговић | Суљо             |
| Јернеј Шугман         | Драго            |
| Харис Бурина          | Смајо            |
| Светозар Цветковић    | Јанез            |
| Богдан Диклић         | адвокат          |
| Борис Комненић        | управник затвора |
| Миодраг Крстовић      | инспектор        |
| Наташа Марковић       | Славица          |
| Радко Полич           | Јосип Броз Тито  |